# Zemianske Kostoľany
Zemianske Kostoľany és un poble i municipi d'Eslovàquia que es troba a la regió de Trenčín. La primera menció escrita de la vila es remunta al 1331.

## Demografia
| Godina             | 1994 | 2004   | 2014   | 2024   |
| ------------------ | ---- | ------ | ------ | ------ |
| Nombre de persones | 1656 | 1683   | 1741   | 1699   |
| Diferència         |      | +1,63% | +3,44% | −2,41% |

| Godina             | 2023 | 2024   |
| ------------------ | ---- | ------ |
| Nombre de persones | 1724 | 1699   |
| Diferència         |      | −1,45% |